# اختیار در خداشناسی
اختیار در خداشناسی بخش مهمی از بحث کلی دربارهٔ اختیار است. ادیان در پاسخ به استدلال استاندارد علیه اراده آزاد بسیار متفاوت هستند و بنابراین ممکن است به هر تعداد از پاسخ‌ها برای تناقض اراده آزاد متوسل شوند، این ادعا را بیان می‌کند که دانایی مطلق و اراده آزاد با هم ناسازگار هستند.